# 葉奇妃
昭懿奇妃，亦稱為葉奇妃（16世纪？—1621年），名失考，明朝明穆宗隆慶帝朱載坖之妃。

## 生平
葉氏的出生及入宮時間均待考。隆慶六年（1572年）閏二月二十日，冊封莊氏為敬妃，李氏為恭妃，于氏為懿妃，葉氏為奇妃，成國公朱希忠、英國公張溶、定西侯蔣佑、德平伯李銘持節，大學士高拱、張居正、尚書高儀、潘晟捧冊行禮，同年五月二十六日，隆慶帝駕崩。天啟元年（1621年）正月初二日，奇妃葉氏薨逝，喪禮命依照淑妃秦氏之例辦理。其後，賜謚曰昭懿奇妃，葬於金山。

## 奇妃冊文
《明穆宗莊皇帝實錄》隆慶六年閏二月丙子條所收錄的奇妃冊文，節錄如下：
```
「四星之麗天極，象應後庭；二南之首國風，礼嚴中壺。必簡嬪嬙于六寢，乃宜家室于萬年。爾葉氏，玉度貞良，蘭儀芳茂。蓬閨登秀，動諧環珮之和；桂殿承恩，譽滿鴛鵉之列。宜升華于䄖翟，俾助輝於軒龍。茲特遣使持節，封爾為奇妃，錫之冊命。于戲！九踰躋榮，撫丹軿而增彩；兩環受寵，書彤管以流徽。尚思儆戒于雞鳴，丕迓禎祥于螽羽。」
```